# Fakija
Fakija (bulgariska: Факия) är ett distrikt i Bulgarien.   Det ligger i kommunen Obsjtina Sredets och regionen Burgas, i den östra delen av landet, 300 km öster om huvudstaden Sofia.
Omgivningarna runt Fakija är en mosaik av jordbruksmark och naturlig växtlighet. Runt Fakija är det glesbefolkat, med 14 invånare per kvadratkilometer.